# Isopentylnitrit
Amylnitrit, isoamylnitrit eller (mer korrekt) isopentylnitrit är en ester av isopentanol och salpetersyrlighet och har formeln C5H11NO2

## Framställning
Isopentylnitrit framställs genom att reagera isopentanol (C5H11OH) med salpetersyrlighet (HNO2).
{\displaystyle {\rm {C_{5}H_{11}OH+HNO_{2}\rightarrow C_{5}H_{11}NO_{2}+H_{2}O}}}

## Egenskaper
Det är en klar gul flyktig vätska med en lukt som påminner om ruttna äpplen.
Vid kontakt med en stark bas sönderfaller isopentylnitrit till isopentanol och motsvarande nitrit-salt.
{\displaystyle {\rm {C_{5}H_{11}NO_{2}+NaOH\rightarrow C_{5}H_{11}OH+NaNO_{2}}}}

## Användning
Amylnitrit vidgar blodkärlen och har tidigare använts i behandlingen av kärlkramp. Det har dock numera ersatts av nitroglycerin.